# エリュクス (古代都市)
エリュクス（ギリシア語：Ἔρυξ）はシケリア（シチリア）先住民でトロイアの子孫を称するエリミ人が建設した古代都市で、ドレパナ（en、現在のトラーパニ）から10キロメートル、海岸からは3キロメートル離れている。その名前はギリシア神話のエリュクス王に由来する。現在の行政区分ではトラーパニ県エリーチェにあたる。

## エリュクス山
エリュクス山は、現在ではサン・ジュリアーノ山と呼ばれているが、起伏の少ない平原に立つ完全な独立峰であるため、実際の標高より高く見え、実際の高さは665メートルに過ぎないものの、古代だけではなく近代においてもエトナ火山（3,329メートル）に次いで、シケリアで2番目に高い山とみなされていた。このためウェルギリウスや他のラテン詩人が、エリュクス山をアトス山やエトナ火山と結びつけて語っているのを見ることができる。その山頂にはウェヌスまたはアプロディーテーを讃える神殿がある。現在の伝説によればアイネイアースがこの神殿を建設し、ウェヌス・エリュキナという添え名が派生したと、しばしばラテン作家が述べている。

## 都市建設の伝説
ディオドロスが伝える別の伝説によると、街も神殿も名祖となった英雄エリュクスが建設した。ヘーラクレースがシケリアのこの地域を訪れたときに、エリュクスはレスリングの試合を挑んだが敗北してしまい土地を失った。しかしヘーラクレースはエリュクスの領地を自分の子孫がやって来るときまで土地の人間に預けて去った。エリュクスはアプロディーテーとブーテースの間の子であり、この地の王であった。ウェルギリウスはしばしばエリュクスはアイネイアース（半神半人のトロイアの武将）の兄弟であるとほのめかしているが、この街の建設者とは述べていない。このアイネイアースとトロイアの指導者であるエリムス（やはりアイネイアースの兄弟でエリュクスと混同されることがある）とつながる創設伝説は、トゥキディデスが述べるエリュクスとセゲスタ（現在のセジェスタ）は、もともとシケリア先住民であるエリミ人（en）の都市であったという歴史的事実と符合する。また殆どの古代の歴史家がエリミ人はトロイア人の子孫であると述べている。
ロドスのアポローニオスの叙事詩『アルゴナウティカ』には別の説が述べられている。ブーテースはアテナイから来たアルゴナウタイ（航海する英雄）であり、セイレーンの歌声のために船外に落ちてしまった。溺死しそうになったが、キプリス（アプロディーテー）の情けのために救われた。キプリスはブーテースを彼女が治めるエリュクスに運び、リルバイオンの岬に定住させた。

## 歴史

### ギリシア化、カルタゴ化（紀元前460年-紀元前278年）
エリュクスがギリシアの植民都市となったことはないが、他のシケリアの都市と同様に徐々にギリシア化していった。しかしながらトゥキディデス（紀元前460年-紀元前395年）は、エリュクスやセゲスタの住民であったエリミ人を、依然として「野蛮人（異言族）」と記述している。それ以前のエリュクスの歴史は不明であるが、おそらくはより強力なエリミ人都市であるセゲスタに従っており、アテナイのシケリア遠征（紀元前415年-紀元前413年）の失敗後はカルタゴの従属的同盟都市となった。紀元前406年にはエリュクスの沖合いでカルタゴとシュラクサイの海戦が行われ、シュラクサイが勝利している。紀元前397年にシュラクサイのディオニュシオス1世がシケリア西部への大遠征を開始すると、モティア包囲戦の直前にディオニュシス軍に加わった。モティアは陥落したものの、翌年にはカルタゴがヒミルコ率いる大軍を派遣してモティアを奪回し、エリュクスもカルタゴ側に戻った。ディオニュシオスは死の直前にもシケリア西部に遠征し、一時的にエリュクスを支配しているが、直ちにカルタゴが奪回し、エピロス王ピュロスの遠征（紀元前278年）までカルタゴ支配が続いたと思われる。そのとき、エリュクスには自軍の兵だけでなくカルタゴから強力な援軍が派遣されており、地形的な有利さも手伝ってピュロスに大いに抵抗した。しかし、ピュロス自身が攻撃部隊を率いて突撃し、ヘーラクレースの子孫を自負する自己の能力を見せ、エリュクスを陥落させた。

### ポエニ戦争での破壊（紀元前264年-紀元前241年）
第一次ポエニ戦争（紀元前264年-紀元前241年）発生時には、エリュクスは再びカルタゴの手にあったことがわかっている。紀元前260年に、カルタゴの将軍ハミルカルが近隣に港湾都市ドレパナを建設し、住民をそこに移してエリュクスを破壊した。しかし、古い都市は完全には破壊されなかったようで、数年後にローマの執政官（コンスル）ルキウス・ユニウス・プッルス（紀元前249年の執政官）が自身を神殿と都市の最高管理官に任じている。神殿は強固に要塞化されていたようで、また山の頂上に位置することから、軍事的に強力な拠点とすることができた。このためハミルカル・バルカは長い間保持していたエルクテ山の拠点から突然にエリュクスに兵を動かし、山頂の神殿を攻略してそこを拠点としようとした。しかし、紀元前244年にエリュクスの占領には成功したものの、都市はエリュクス山の中腹にあったため、頂上にある神殿と要塞を攻略することはできなかった。他方でハミルカルはドレパナを維持し、エリュクス山麓のローマ軍に包囲はされていたものの、海上交通は維持されており、ドレパナおよびエリュクスが最終的に開城したのは、アエガテス諸島沖の海戦でローマ海軍が勝利し、カルタゴが講和を求めた後であった。

### その後（紀元前80年-現在）
その後エリュクスの街のことは良く分からず、都市が再建されたかどうかも疑わしい。キケロ（紀元前106年 - 紀元前43年）は神殿には触れているが、都市に関しては何も述べていない。ストラボン（紀元前63年頃 - 紀元後23年頃）は、彼の時代にはエリュクスはほぼ無人であったと述べている。大プリニウス（23年 – 79年）は、シケリアの自治体を列挙しそのなかにエリュクスを含んでいるが、タキトゥス（55年頃 - 120年頃）の言によれば、ティベリウス帝（ローマ帝国第2代皇帝。在位：紀元14年 - 37年）にエリュクスの神殿の再建を依頼したのはセゲスタであり、エリュクスの神殿を管理していたのは、自治体という意味ではセゲスタであったことが分かる。その後のエリュクスの街の消息は不明である；残っていた市民は山頂の神殿近くに住んでいたようであり、現在のエリーチェも神殿の周囲に発展している。古代エリュクスの痕跡は全く残っていない；しかし山の中腹の現在のサンタ・アナ女子修道院の場所と推定されている。

## 神殿（紀元前1300年頃 – 紀元後54年）
既に述べたように、エリュクスの神殿は有名なシケリアにおけるトロイア人の移住と関連して語られる；この伝説に何らかの意味があるとすれば、多くの作家が語っているように、この神殿はフェニキアの宗教よりはペラスギアン族（ギリシャ最初期の居住者とされる）の宗教との関連が大きいということである。神殿の建設をアイネイアースの時代より前とする作家の場合でも、アイネイアースはここを訪れて多くの寄進をしたとしている。エリュクスの聖域はフェニキア人、カルタゴ人、ギリシャ人、およびローマ人によって同等に敬意を払われるという幸運を持っていたことは確かである。トゥキディデスによると、アテナイのシケリア遠征の頃には神殿には金銀の器や他の奉納物が豊富にあり、セゲスタはこれを使ってアテナイの使節に対してセゲスタが豊かで、彼らの遠征費用を負担することができると確信させている。カルタゴ人はウェヌス・エリュキナをフェニキアの女神アスタルトと同一神とみなしており、それゆえ女神にも敬意を払った。ローマ人もアイネイアースとの関連性から（ローマ自身もトロイヤ人の子孫と考えていた）、女神と神殿の双方に特別な栄誉を与えている。確かにルキウス・ユニウス・プッルスがここを占領した際には、ガリア人傭兵による神殿の略奪を防ぐことはできなかったが；これは神殿が経験した唯一の受難と思われる。この損害は直ちに回復され、ディオドロスは神殿は繁栄し裕福であると述べている。第一次ポエニ戦争後にシケリアはローマのシキリア属州となったが、シキリア総督は毎年必ずこの聖域を訪れ、それを護衛する栄誉を担った軍隊が任命された。シキリア属州の主要17都市は神殿の装飾品として毎年一定の金を支払うことが要求された。にもかかわらず、エリュクスの街の衰亡と、シキリアのこの地域が全般的に衰退したために、神殿も次第に無視されるようになってきた。紀元25年にはセゲスタがティエリウス帝に神殿の修復を訴えており、タキトゥスによるとティベリウスはこれを約束したものの、実際には何も行わなかった。神殿の修復が実施されたのは第4代皇帝クラウディウス（在位：41年 - 54年）の時代であった。これが歴史上エリュクスの神殿に関する最後の記述であり、それが破壊された時期は不明である。

### 神殿の場所
12世紀までに神殿の上に城が築かれ、さらには監獄に転用された；巨大な石で作られた基礎のほんの一部（誤ってサイクロプス造り（en）と呼ばれていた）が、現存する遺跡の全てである。しかしエリーチェのあちこちに点在する花崗岩の柱は、もともと神殿のものであったことは確かである。既に述べたように、神殿は要塞で囲まれており、中腹に建設された街とは異なり、強力な防御力を持っていた。C.コンシディウス・ノニアウスと刻印されたコイン（紀元前1世紀）には神殿そのものに加えて、それが立つ山を囲う要塞施設が描かれているが、描写の正確性は不明である。ローマ時代にはローマ市のカピトリヌスの丘とコッリーナ門の少し外にウェヌス・エリュキナの神殿があったが、コインに描かれている神殿は明らかに元のシケリア式のものである。エリュクスのコインはウェヌス崇拝に関連したデザインであるが、アクラガス（現在のアグリジェント）のコインとの類似性を見せるものもあり、両都市の関係を示唆している。しかし、歴史の中でその記述を見つけることはできない。